# 1914 County Championship
Navigation
Édition précédente Édition suivante
Le 1911 County Championship fut le vingt-cinquième  County Championship et a commencé le 2 mai 1914. Initialement prévu pour courir jusqu'au 9 septembre, les deux derniers matches de la saison (tous deux impliquant Surrey) ont été annulés en raison du commencement de la Première guerre,.
Les positions finales du tableau étant calculées par le pourcentage de points possibles gagnés, Surrey a été nommé champion pour la septième fois.

## Classement
Cinq points ont été attribués pour chaque victoire, trois points ont été attribués à l'équipe qui a remporté les premières manches dans un match tiré et un point a été accordé à l'équipe qui a perdu lors des premières manches d'une partie dessinée. Les défaites et les abandons n’ont donné aucun point.
| Équipe           | Pld | W  | L | D  | A  | Pts | Fin | %Fin |
| ---------------- | --- | -- | - | -- | -- | --- | --- | ---- |
| Surrey           | 28  | 15 | 0 | 2  | 8  | 2   | 93  | 74.4 |
| Middlesex        | 20  | 11 | 0 | 2  | 7  | 0   | 70  | 70.0 |
| Kent             | 28  | 16 | 0 | 7  | 5  | 0   | 87  | 62.1 |
| Yorkshire        | 28  | 14 | 0 | 4  | 10 | 0   | 86  | 61.4 |
| Hampshire        | 28  | 13 | 0 | 4  | 11 | 0   | 82  | 58.6 |
| Sussex           | 28  | 10 | 0 | 6  | 10 | 1   | 68  | 52.3 |
| Warwickshire     | 24  | 9  | 0 | 7  | 8  | 0   | 61  | 50.8 |
| Essex            | 24  | 9  | 0 | 9  | 6  | 0   | 59  | 49.2 |
| Northamptonshire | 22  | 7  | 0 | 6  | 8  | 1   | 51  | 48.6 |
| Nottinghamshire  | 20  | 5  | 0 | 5  | 9  | 0   | 46  | 48.4 |
| Lancashire       | 26  | 6  | 0 | 9  | 11 | 0   | 51  | 39.2 |
| Derbyshire       | 20  | 5  | 0 | 12 | 3  | 0   | 34  | 34.0 |
| Leicestershire   | 24  | 4  | 0 | 11 | 8  | 1   | 38  | 33.0 |
| Worcestershire   | 22  | 2  | 0 | 13 | 6  | 0   | 22  | 21.0 |
| Somerset         | 20  | 3  | 0 | 16 | 0  | 1   | 15  | 15.8 |
| Gloucestershire  | 22  | 1  | 0 | 17 | 4  | 0   | 15  | 13.6 |
| Source:          |     |    |   |    |    |     |     |      |

### Résumé statistique
| Most runs | Most runs | Most runs      | Most runs |
| Aggregate | Average   | Joueur         | Comté     |
| --------- | --------- | -------------- | --------- |
| 2,499     | 62.47     | Jack Hobbs     | Surrey    |
| 2,235     | 55.87     | Phil Mead      | Hampshire |
| 1,933     | 46.02     | Frank Woolley  | Kent      |
| 1,828     | 76.16     | J. W. Hearne   | Middlesex |
| 1,735     | 38.55     | Wally Hardinge | Kent      |
| Source:   |           |                |           |

| Most wickets | Most wickets | Most wickets | Most wickets |
| Aggregate    | Average      | Joueur       | Comté        |
| ------------ | ------------ | ------------ | ------------ |
| 159          | 15.03        | Colin Blythe | Kent         |
| 148          | 20.09        | Alec Kennedy | Hampshire    |
| 141          | 18.28        | Major Booth  | Yorkshire    |
| 135          | 16.36        | Alonzo Drake | Yorkshire    |
| 126          | 19.76        | Bill Hitch   | Surrey       |
| Source:      |              |              |              |